# 펠 제임스
펠 제임스(Pell James, 1977년 4월 30일 ~ )는 미국의 배우이다. 

## 영화
- 아이 엠 마더 (2018년) - 페그 역
- 다크 서클스 (2013년)
- 분노의 파이터 (2011년) - 캣 역
- 트리 오브 라이프 (2011년) - 여자친구 역
- 링컨 차를 타는 변호사 (2011년) - 로나 역
- 슈링크 (2009년)
- 마지막여행 (2009년)
- 팬보이즈 (2008년)
- 서베일런스 (2008년) - 바비 프레스콧 역
- 조디악 (2007년)
- 새틀라이트 (2006년)
- 네이버후드 왓치 (2005년)
- 언디스커버드 (2005년)
- 더 킹 (2005년) - 말레리 역
- 브로큰 플라워 (2005년) - 선 그린 역
- 스트립 서치 (2004년)
- 업타운 걸스 (2003년)